# 托马索·里纳尔迪 (排球运动员)
托马索·里纳尔迪（義大利語：Tommaso Rinaldi，2001年11月9日—），意大利库内奥人，职业排球运动员，效力于意超的摩德纳排球俱乐部和意大利国家队，司职主攻。2023年欧锦赛上，里纳尔迪随国家队获得亚军。